# Заштићено станиште Бресничићка слатина
Бресничићка слатина је природно добро у категорији заштићеног станишта, које се налази на територији места Бресничић у општини Прокупље. Заштићено подручје обухвата четири хектара и проглашено је 2018. године.

## Локалитет
На подручју Бресничићке слатине забележен је велики број биљних и животињских врста, у оквиру којих се издвајају 70 таксона виших биљака, као и шест врста водоземаца и седам врста гмизаваца, као и чак 32 врсте птица. Од биљака се посебно истичу врсте далматински лук (Allium guttatum ssp. dalmaticum) и слатински цвет (Limonium gmelini).